# Jakub Popiwczak
Jakub Popiwczak (Legnica, 17 de abril de 1996) é um jogador de voleibol polonês que atua na posição de líbero.

## Carreira

### Clube
Popiwczak iniciou sua carreira esportiva jogando pelo Ikar Legnica, clube de sua cidade natal. Em 2012, estreou na primeira divisão do campeonato polonês aos 17 anos de idade, após assinar contrato com o Jastrzębski Węgiel. Em sua temporada de estreia, conquistou o terceiro lugar no Campeonato Polonês de 2012–13. Em 2014, conquistou a medalha de bronze na Liga dos Campeões após derrotar o Zenit Kazan por 3 sets a 1.
Em 2019, o atleta foi vice-campeão da Copa da Polônia após ser derrotado pelo ZAKSA Kędzierzyn-Koźle na final por 3 sets a 1. Na temporada 2020–21, o líbero conquistou o primeiro título do campeonato polonês de sua carreira. Em 2022, foi vice-campeão do campeonato polonês, além de receber o prêmio de melhor recepção do campeonato. No mesmo ano, ajudou sua equipe a conquistar o título da Supercopa Polonesa.

### Seleção
Popiwczak competiu no Campeonato Mundial Sub-21 de 2015, sediado no México, onde terminou na nona colocação. Em 2017, conquistou o título da 15ª edição do Torneio Hubert Jerzeg Wagner, uma competição amistosa organizada pela Fundação Hubert Jerzy.
Ele também conquistou a medalha de bronze na Liga das Nações de 2019 ao vencer a seleção brasileira por 3 sets a 0.
Em 2022, Popiwczak novamente conquistou a medalha de bronze na Liga das Nações; no mesmo ano, tornou-se vice-campeão mundial ao ser derrotado na final pela seleção italiana no Campeonato Mundial.
Na final do Campeonato Europeu de 2023, Popiwczak, junto com a seleção polonesa, derrotou a seleção italiana por 3 sets a 0, conquistando assim o inédito título do Campeonato Europeu de sua carreira.

## Títulos
Jastrzębski Węgiel
- Campeonato Polonês: 2020–21, 2022–23, 2023–24
- Supercopa Polonesa: 2021, 2022

## Clubes
| Anos  | Clube              |
| ----- | ------------------ |
| 2012– | Jastrzębski Węgiel |